# Rhagonycha testacea
Rhagonycha testacea är en skalbaggsart som först beskrevs av Carl von Linné 1758.  Rhagonycha testacea ingår i släktet Rhagonycha, och familjen flugbaggar. Arten är reproducerande i Sverige.

## Bildgalleri

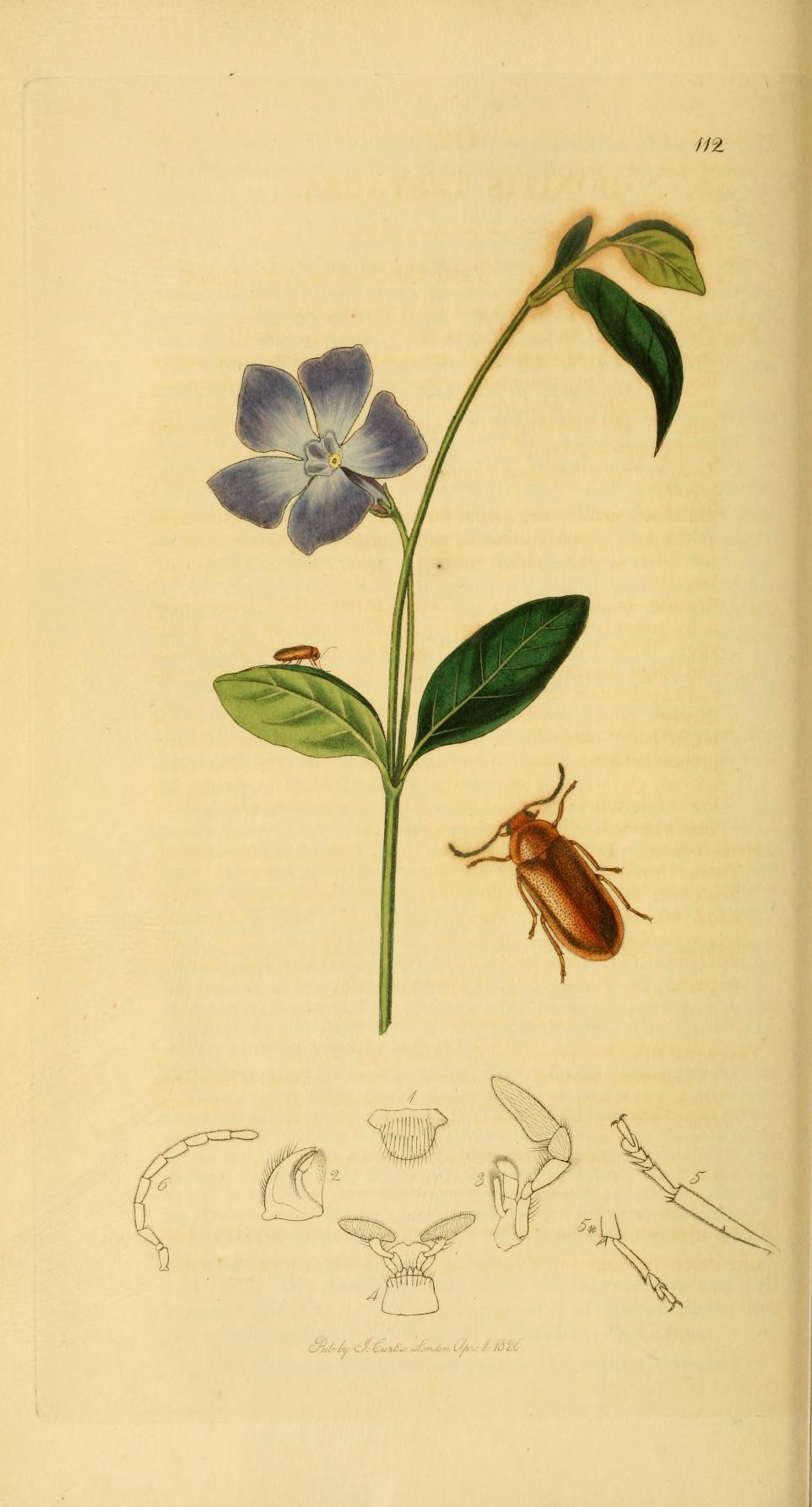
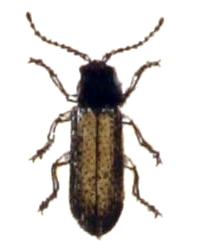